# Резолюция Совета Безопасности ООН 1062
Резолюция Совета Безопасности Организации Объединённых Наций 1062 (код — S/RES/1062), принятая 28 июня 1996 года, сославшись на все резолюции по Кипру, в частности резолюции 186 (1964), 939 (1994) и 1032 (1995), Совет выразил обеспокоенность отсутствием прогресса в политическом споре на Кипре и продлил мандат Вооружённых сил ООН по поддержанию мира на Кипре (ВСООНК) до 31 декабря 1996 года.
Совет Безопасности ООН отметил отсутствие прогресса в достижении политического решения, отсутствие мер по запрещению стрельбы вблизи буферной зоны, а также ограничение свободы передвижения ВСООНК на Северном Кипре.
Продлив мандат ВСООНК, Совет приветствовал назначение Хан Сун Джу Специальным представителем Генерального секретаря ООН по Кипру. Он выразил сожаление по поводу инцидента 3 июня 1996 года, когда в буферной зоне был убит охранник из числа греков-киприотов, а солдаты из числа турок-киприотов не позволили военнослужащим ВСООНК оказать помощь охраннику и провести расследование инцидента. Была также выражена обеспокоенность по поводу наращивания военных сил и вооружений в Республике Кипр, также росла напряженность в связи с военными учебными полетами. Цель заключалась в том, чтобы в конечном итоге демилитаризировать остров.
Военным властям с обеих сторон было предложено:
(a) соблюдать целостность буферной зоны и предоставить полную свободу передвижения ВСООНК;

(b) вступить в переговоры в соответствии с резолюцией 839 (1993) с ВСООНК относительно запрета на стрельбу из оружия;

(c) оказать помощь в разминировании и очистке заминированных районов;

(d) прекратить военное строительство вблизи буферной зоны;

(e) распространить действие соглашения о разминировании 1989 года на районы буферной зоны.
Турецких киприотов также призвали сделать больше для улучшения жизненной ситуации греческих киприотов и маронитов на своих территориях. Греков-киприотов призвали прекратить дискриминацию в отношении турок-киприотов. Обе стороны призвали выйти из нынешнего тупика и возобновить прямые переговоры. Решение Европейского Союза начать переговоры о вступлении в ЕС с Кипром стало новым важным событием, которое может способствовать достижению всеобъемлющего соглашения.
Генеральному секретарю Бутросу Бутросу-Гали было предложено доложить Совету к 10 декабря 1996 года о развитии ситуации на острове.